# 芬蘭政府
芬兰国务院（芬蘭語：Suomen valtioneuvosto），又称为芬兰政府，是芬兰的行政机关和内阁，芬蘭政府還負責向芬蘭議會提交法律草案。芬蘭政府大多数情况下是多數派联合政府。